# 涂國鼎
涂國鼎（1571年—1646年），字牧之，别號徯如，江西建昌府新城縣人。父朝敬，号一亭。母江氏。

## 生平
万历三十一年癸卯乡试举人，三十五年（1607年）丁未科进士，授行人，丁憂歸，服除授吏部主事，以清通著。历任员外郎、郎中，天启中官南京太常寺少卿。崇禎元年七月，陞太僕寺正卿。歷陞刑部侍郎，大獄多平反。僉都御史易應昌以直諫忤旨，力為申救得減等。崇禎十二年（1639年），起复陞南吏部尚書，主計典，凡所激揚，衆皆服之。居官日少，養親日多，乞歸者凡三，明亡后在乡抗清，兵败被擒，为明旧将王得仁所释，归家后拒医绝食，卒於家。著有《性余堂集》十卷。

## 家族
曾祖涂旦。祖父涂宏，典史。父涂朝敬。母江氏。具庆下。弟國祐。
元配邓氏，有二子：涂斯邵、涂斯皇。